# Saint-Manvieu-Norrey
Saint-Manvieu-Norrey är en kommun i departementet Calvados i regionen Normandie i norra Frankrike. Kommunen ligger i kantonen Tilly-sur-Seulles som ligger i arrondissementet Caen. År 2022 hade Saint-Manvieu-Norrey 2 141 invånare.

## Befolkningsutveckling
Antalet invånare i kommunen Saint-Manvieu-Norrey
Referens:INSEE